# D-subminiature

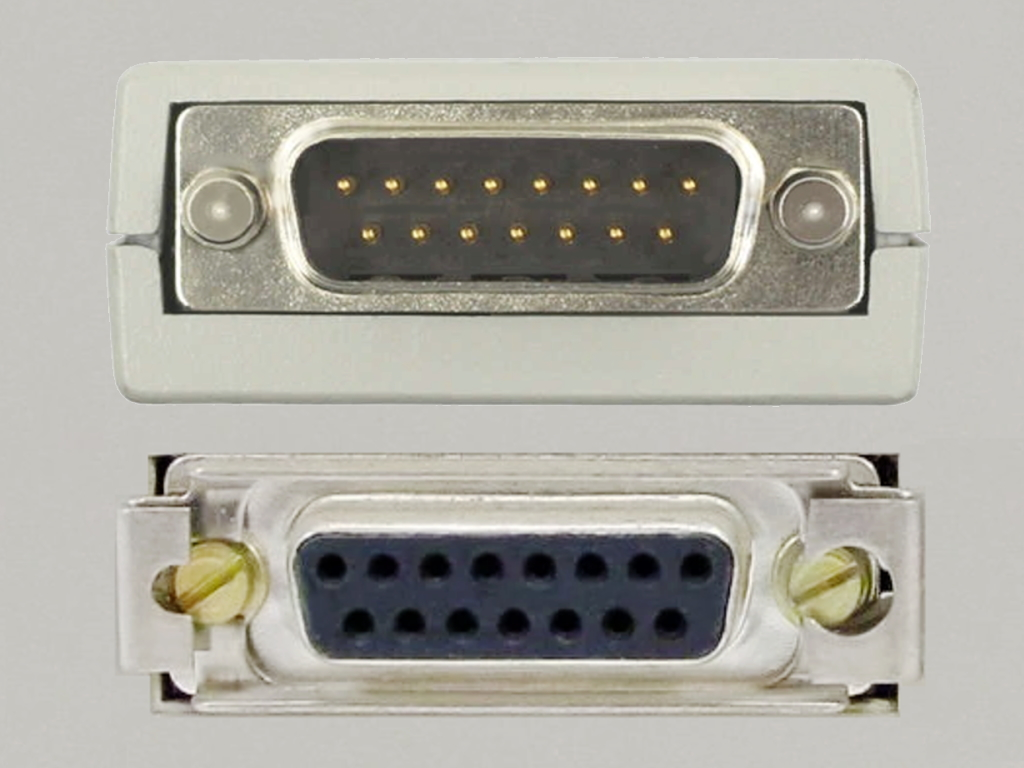
D-sub(DA-15) AUI(Attachment Unit Interface)コネクター（上：オス、下：メス）

D-subminiature（ディー・サブミニチュア、通称: D-sub; ディー・サブ）とは、広く普及しているコネクタの規格の一種で、主としてコンピュータと周辺機器を接続するために用いられる。
D-subコネクタは2 - 3列に並んだピンコンタクトまたはソケットコンタクトがアルファベットのDの字に似た形状の金属シールドに囲まれた形状（画像参照）をしており、この形状が名前の由来ともなっている。
DIN 41652、MIL-DTL-24308およびIEC-807-3にて規格化されている。
アメリカのキャノン社が1952年に開発した。

## 種類

D-sub端子

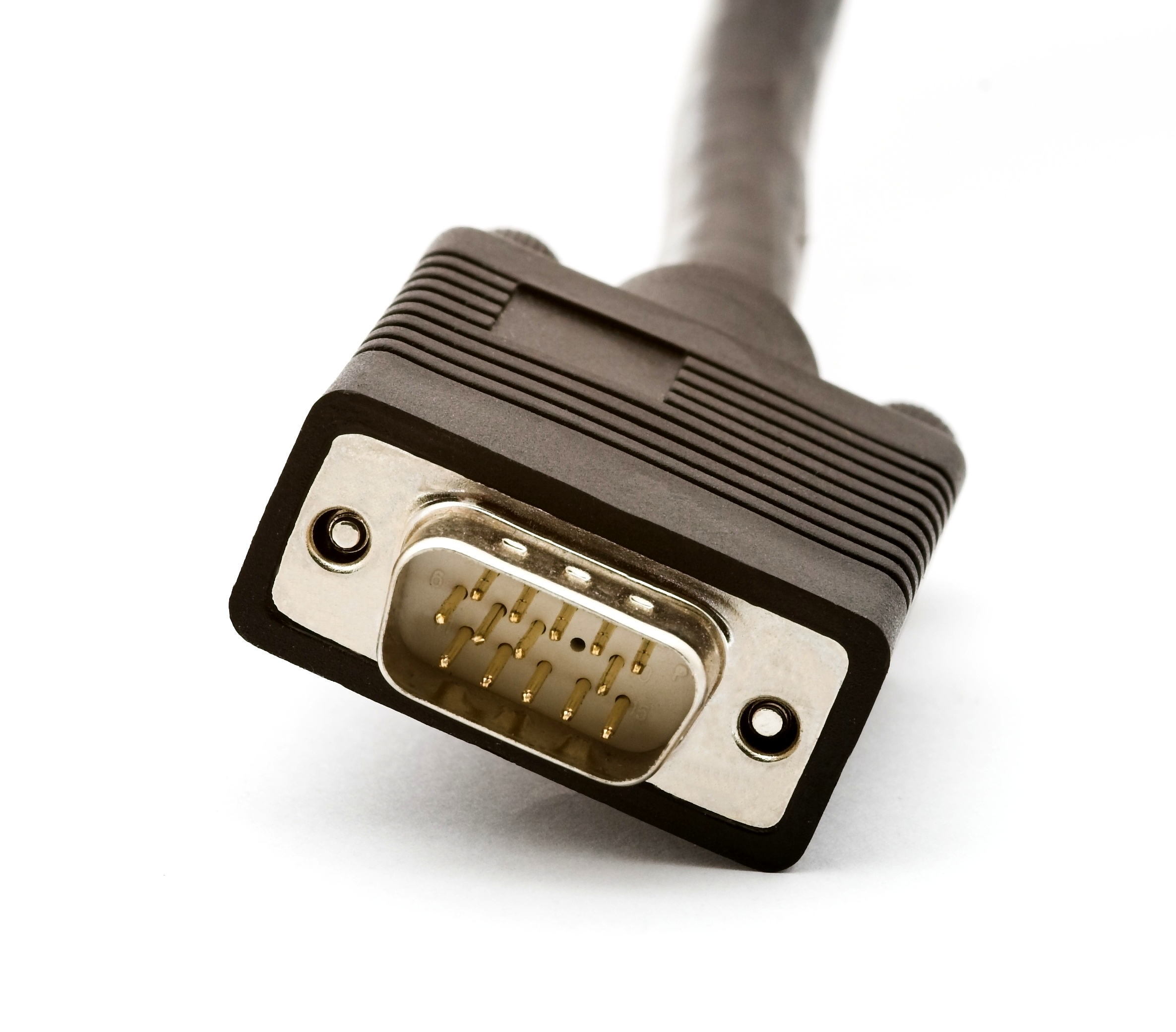
3列のD-subコネクタであるVGA端子

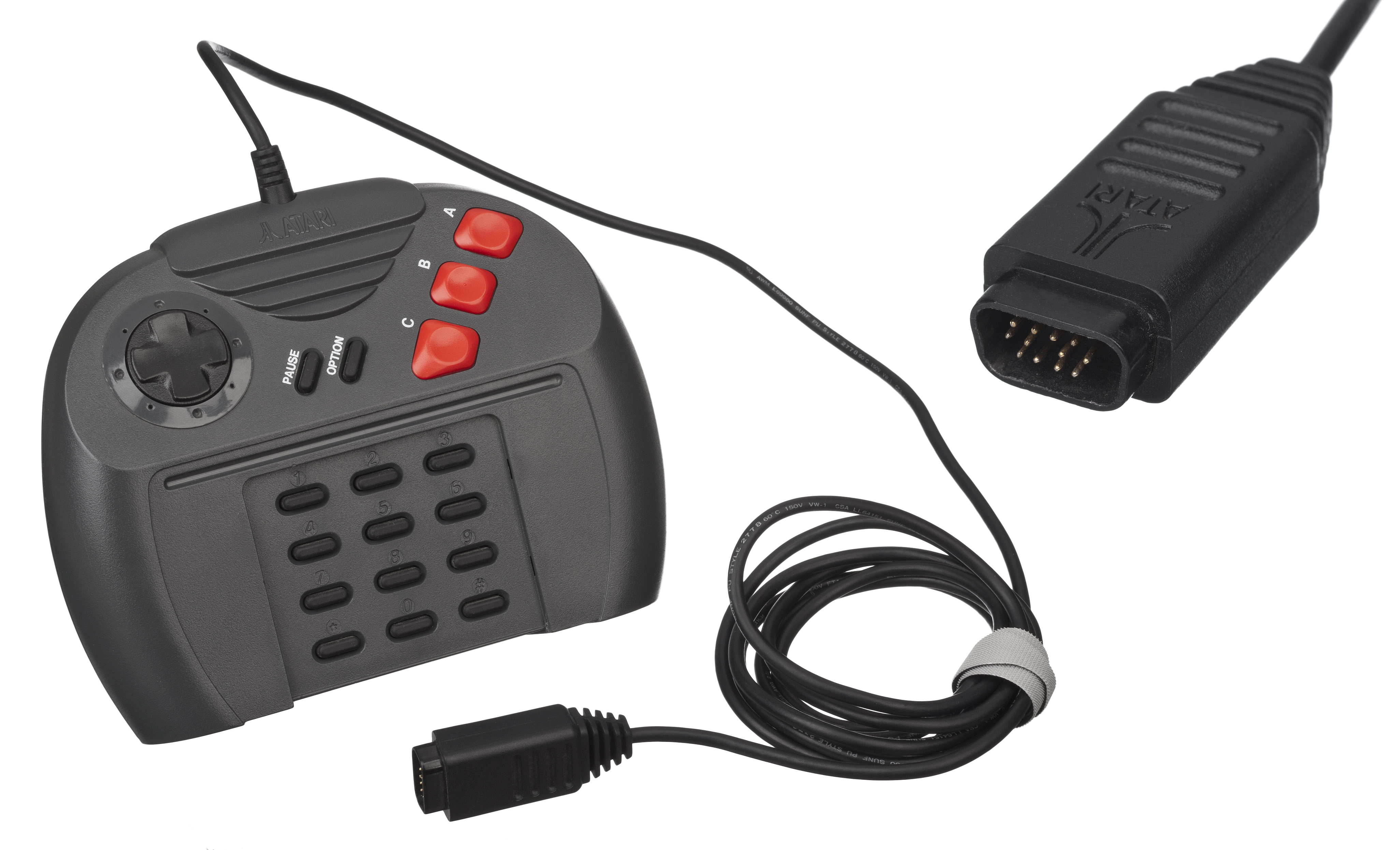
Atari Jaguarのジョイスティック端子

D-subコネクタはその形状およびピン数によって分類される。広く用いられている命名法は、1文字目がDサブコネクタを表し、2文字目がシェルサイズ (A=15 pin, B=25 pin, C=37 pin, D=50 pin, E=9 pin)、続く数字がピン数を表す。例えばDA15はシェルサイズA（15ピンコネクタのサイズ）の15ピンコネクタを表す。9ピンサイズにあたるシェルサイズEに15ピンを配列したものはDE15と呼称され、これはDA15と異なり3列にピンが配置された形状をしている。
コンピュータ用としては主に次のものが使用されている。

### 9pin（DE-9コネクタ）
RS-232などシリアルポートで使われる。
Atari 2600のジョイスティック端子にも使われた。これは後々、俗に「ATARI仕様」と呼ばれ、PC-8801・PC-9801・MZ-2500・MSX・X68000・FM TOWNSなど、日本国内向けの独自規格機で採用された。
PC-9801の一部機種では、バスマウスのコネクタとして用いられた。

### 15pin（DA-15/DE-15コネクタ）
ピンが2列のDA-15コネクタは、ゲームポートでよく見受けられる。日本国内向けの独自規格機やMacintoshではアナログディスプレイの接続に使われた（機種間のピンアサインは異なる）。
ピンが3列のDE-15コネクタ（通称ミニD-Sub15ピン）は、主にAT互換機でアナログディスプレイの接続で使われ、同用途限定の物に限りVGA端子と呼ばれる。Atari Jaguarのジョイスティック端子としても使用されたが、ネジ止めによる固定が出来ないために抜け落ちやすく、不評であった。

### 23pin（DB-23Fコネクタ）
ほぼAmiga専用のカスタム端子「Amiga video connector」として知られている。
専用ディスプレイを接続するために使われるのだが、日本では全く馴染みのない規格であるため自作ケーブル用コネクタが入手困難である。そのため国内ユーザーの中には25pinの片側上下1ピン分を削り落としてケーブルを自作する者もいた。
後に有志により自作ケーブル用の3Dプリンター用データが公開された。

### 25pin（DB-25コネクタ）
セントロニクス方式などパラレルポートおよびRS-232などシリアルポートで使われる。Macintosh等でSCSIコネクタとしても使われた。

### 37pin（DC-37コネクタ）
日本ではアイシーエムがSCSI機器接続用として用いていた。

### ハーフDサブ
以下の種類のコネクタは「ハーフDサブ」などと呼ばれて広く使われているが、本来はDサブとは別の規格である。
50pin（HDB-50コネクタ）
SCSI機器の接続で使われる。
68pin（HDB-68コネクタ）
SCSI機器の接続で使われる。